# Football Club de Metz 2009-2010
Questa voce raccoglie le informazioni riguardanti il Football Club de Metz nelle competizioni ufficiali della stagione 2009-2010.

## Rosa[1]
| N. |                        | Ruolo | Calciatore          |
| -- | ---------------------- | ----- | ------------------- |
| 1  | Francia (bandiera)     | P     | Christophe Marichez |
| 16 | Francia (bandiera)     | P     | Romain Ruffier      |
| 30 | Francia (bandiera)     | P     | Oumar Sissoko       |
| 40 | Francia (bandiera)     | P     | Joris Delle         |
| 2  | Senegal (bandiera)     | D     | Cheikh Gueye        |
| 3  | Senegal (bandiera)     | D     | Fallou Diagne       |
| 4  | Brasile (bandiera)     | D     | Matheus Vivian      |
| 4  | Francia (bandiera)     | D     | Romain Brégerie     |
| 12 | Benin (bandiera)       | D     | Stéphane Borbiconi  |
| 19 | Lussemburgo (bandiera) | D     | Mario Mutsch        |
| 21 | Francia (bandiera)     | D     | Frédéric Biancalani |
| 26 | Portogallo (bandiera)  | D     | Nuno Frechaut       |

| N. |                    | Ruolo | Calciatore        |
| -- | ------------------ | ----- | ----------------- |
| 6  | Francia (bandiera) | C     | Julien Cardy      |
| 7  | Francia (bandiera) | C     | Vincent Bessat    |
| 8  | Francia (bandiera) | C     | Pascal Johansen   |
| 23 | Francia (bandiera) | C     | Yeni N'Gbakoto    |
| 27 | Francia (bandiera) | C     | Romain Rocchi     |
| 9  | Francia (bandiera) | A     | Sylvain Wiltord   |
| 11 | Francia (bandiera) | A     | Thibaut Bourgeois |
| 17 | Senegal (bandiera) | A     | Victor Mendy      |
| 18 | Senegal (bandiera) | A     | Papiss Cissé      |
| 20 | Benin (bandiera)   | A     | Razak Omotoyossi  |
| 23 | Senegal (bandiera) | A     | Diafra Sakho      |